# أحمد حداد (ممثل سوري)
أحمد حداد (1940- 2008 م) كاتب ومخرج وممثل سوري، من المؤسسين الأوائل للحركة المسرحية في مدينة حلب، وهو شقيق الفنان الرياضي والممثل خليل حداد.

## سيرته
وُلد أحمد حداد في حلب عام 1940، لأسرة رياضية وفنية ودينية كبيرة. حصل على إجازة في الحقوق، وأُخرى في الأدب العربي.
عمل في المسرح والتلفزيون والسينما، وحاز العديد من الجوائز والميداليات الذهبية، وأسهم في تأسيس نادي شباب العروبة، وفرع نقابة الفنانين، ومسرح الشعب، ورابطة الحقوقيين، وفرقة الدراماتيك.
كان مديرًا للمسرح القومي في سورية، ورئيسًا لنادي شباب العروبة مدة عشرة أعوام، ورئيس فرع نقابة الفنانين في حلب ثلاث دورات. وانتُخب عضوًا في مجلس النقابة المركزي في دمشق. وهو من المؤسسين الأوائل للحركة المسرحية في مدينة حلب، وأحد مؤسسي فرقة مسرح الساعة في حلب مع عبد الوهاب الجراح وغسان مكانسي. وله فضل كبير في تنشئة جيل الفنانين الذين اكتسبوا من خبرته ومعارفه.
شارك في العديد من الأعمال المسرحية مع نادي شباب العروبة، ومع الفرق الخاصة مع عبد الوهَّاب الجرَّاح وغسان مكانسي. وشارك في أعمال المسرح العمالي بحلب، وله العديد من البرامج الإذاعية والتمثيليات، والأفلام السينمائية.
وهو رياضي وأحد مؤسسي نادي حلب الأهلي، ولاعب كرة قدم سابق فيه أيام اللاعبين: وائل عقاد وفاتح زكي وجمعة الراشد. وابن عمِّه البطل العالمي لكمال الأجسام زهير حداد.، وخال لاعب كرة القدم للمنتخب السوري أسامة حداد. وهو أيضًا من عائلة دينية عريقة بالعلماء في حلب، فأولاد عمه الشيخ محمد عبد المحسن حداد، وأحمد مهدي حداد، ومحمد منير حداد، ووالدهم العالم الشيخ محمد بشير حداد.

## أعماله

### في المسرح:
- عودة كركوز وعيواظ
- هبط الملاك في بابل
- مطلوب كذاب
- الأسوار العالية
- حليب الضيوف
- جوهر القضية
- هلاك بابل
- عودة الوعي
- القرى تصعد إلى القمر

### في الإذاعة:
- حكم العدالة
- ظواهر مدهشة
- والعديد من الأعمال الأخرى.

### في السينما:
- كل البنات بتحب الشوكولاتة
- سبرتاية 2013
- ريموت كنترول
- فيلم الرسالة
- فيلم الحدود
- فيلم بقايا صور
- فيلم صهيل الجهات
- فيلم تراب الغرباء

### في التلفاز:
- هدية للثوار
- الحقد الأبيض
- ايادي في الظلام
- الشام في عيوني البديل
- العرس الحلبي
- بنت عمو ماحدا غريب
- تلك الأيام
- مجلس الرحمة
- الجوارح
- الفوارس
- ثلوج الصيف
- مقعد في الحديقة
- الذخائر
- قطوف
- خان الحرير
- باب المقام
- فتافيت